# Patryk Hoły
Patryk Hoły (20 maggio 1994) è un giocatore di calcio a 5 polacco.

## Carriera
Cresciuto nel settore giovanile dei Red Devils Pniewy, Hoły ha debuttato in prima squadra nella stagione 2013-14, continuando a militarvi per un decennio. Il suo debutto nella Nazionale di calcio a 5 della Polonia è avvenuto il 3 febbraio 2021 durante l'incontro delle qualificazioni al campionato europeo perso per 3-0 contro il Portogallo. Hoły ha quindi disputato, con la Polonia, il campionato europeo 2022, nel quale la selezione mitteleuropea si è fermata alla fase a gironi.